# Ouvrage Hackenberg

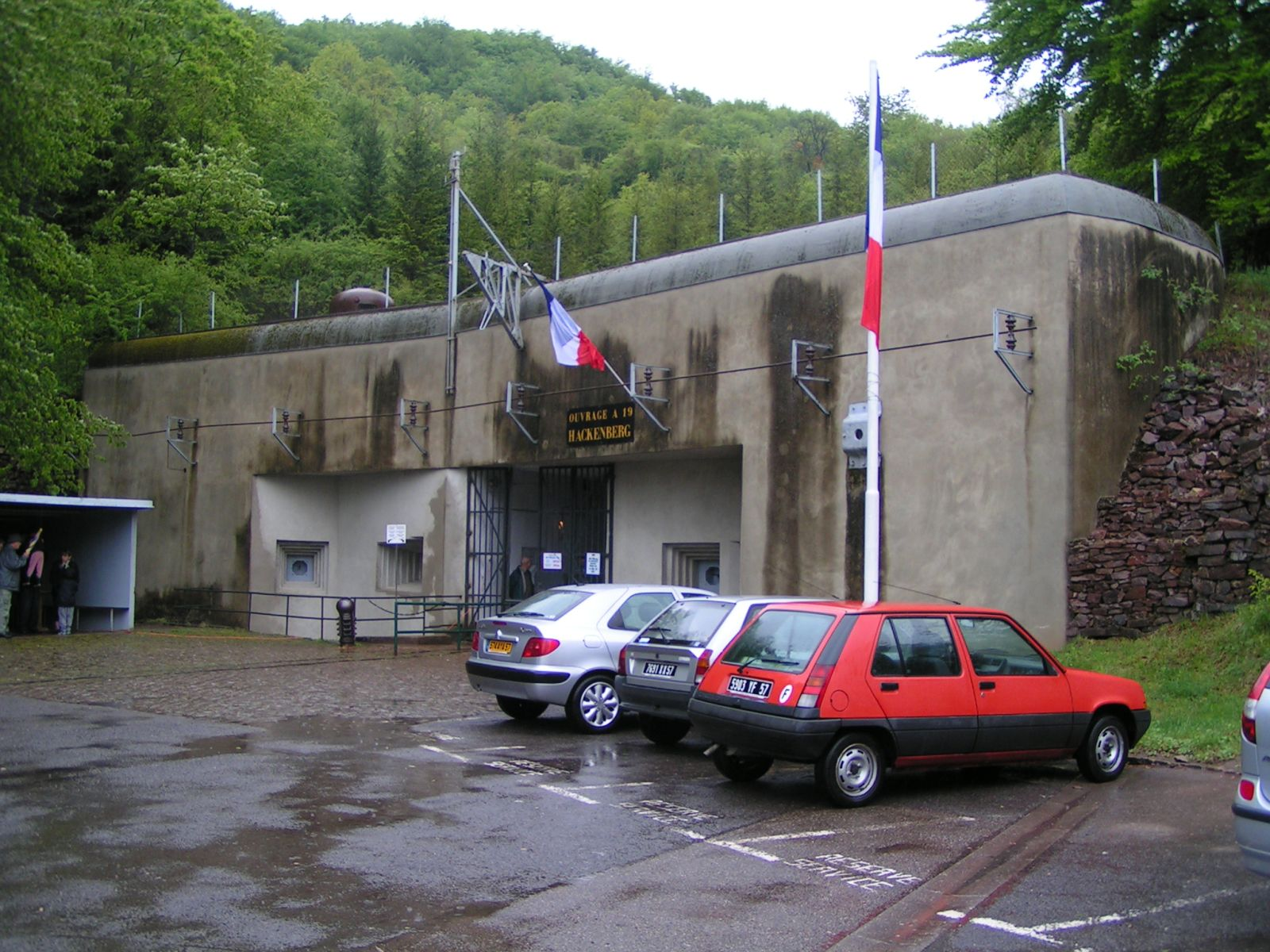
Ehemaliger Munitionseingang – heute Besuchereingang

Die Ouvrage du Hackenberg (franz., dtsch. Fort Hackenberg) bei Veckring/Lothringen (Département Moselle) ist eine der größten Bunkeranlagen der Maginot-Linie in Frankreich und diente als Prototyp für weitere Festungsanlagen dieser Verteidigungslinie.

## Aufbau
Ursprünglich war eine längere Bauphase geplant, aber mit dem verstärkten Aufrüsten der deutschen Armee wurde die Anlage in nur fünf Jahren fertiggestellt.
Sie besteht aus zwei Eingangsblöcken – einem für Munition und einem für die Mannschaft – und siebzehn Kampfstellungen. Die mehrstöckigen Bunker sind unterirdisch mit einer elektrischen Kasemattenbahn oder Schmalspur-U-Bahn mit über 4 km Gleislänge verbunden. Diese wurde hauptsächlich für den Munitionstransport gebraucht – insgesamt wurden mehr als 10 km Gänge in den Fels gehauen. Die oberirdischen Anlagen sind mit blauem Beton erbaut worden, einer sehr widerstandsfähigen Betonmischung.
Mit einer Besatzung von 1000 Mann und 43 Offizieren konnte die Festungsanlage verteidigt werden. Hierzu gab es neun 7,5-cm-Kanonen, fünf 13,5-cm-Haubitzen, vier 8,1-cm-Granatwerfer unter versenkbaren Kuppeln, 36 5-cm-Granatwerfer, sieben 3,7-cm-Pakgeschütze, 32 sMGs, 29 Handgranatenwerfer und 59 leichte Maschinengewehre. Ein Kraftwerk mit vier Dieselgeneratoren von MAN (Leistung reicht für eine Stadt mit 10.000 Einwohnern), eine Großküche und ein Lazarett mit Röntgenanlage und OP machten die Festungsanlage fast autark. Da das Wasser im Felsen wegen Verschmutzung nicht genutzt werden konnte, musste es über spezielle Wasser-Kesselwagen mit der Kleinbahn herein geschafft werden.

## Kampfhandlungen
Wegen der Umgehung der Maginot-Linie durch die deutschen Kampfverbände kam es am Fort Hackenberg bei der Besetzung Frankreichs im Zweiten Weltkrieg zu keinen Kämpfen. Als die Wehrmacht Paris besetzt hatte, übergaben die französischen Verteidiger die Festungsanlage kampflos. Lediglich ein Soldat beging Suizid, da er nicht kampflos in deutsche Gefangenschaft gehen wollte. Die deutschen Besatzungstruppen nutzten das Stollensystem für die Einrichtung unterirdischer Fabriken. Hier wurden Industrieprodukte produziert, aber keine Waffen.
Erst 1944, beim Rückzug der deutschen Wehrmacht aus Frankreich, besetzte ein deutscher Trupp den Block Nr. 8 und beschoss mit der Artillerie (maximale Reichweite ca. 13 km) von dort die alliierten Truppen. Da ein französischer Offizier der ehemaligen Besatzungsmannschaft, der wegen Krankheit aus der Gefangenschaft entlassen wurde, die Alliierten über den Aufbau der Anlage informieren konnte, konnten sie den Block Nr. 8 umgehen und von einer Hügelkette, die nicht in dessen Schussrichtung lag, mit mehreren Panzern beschießen. Nach viertägigem Beschuss flüchtete die deutsche Truppe und sprengte das Munitionslager Nr. 3. Durch die gewaltige Explosionsdruckwelle wurde eine acht Tonnen schwere, 30 cm dicke Stahlbetontür massiv verbogen. Die Alliierten fanden im Block 8 nur den Leichnam eines deutschen Soldaten.
Lange war nicht bekannt, ob es Überlebende des deutschen Trupps gab, bis sich um das Jahr 2000 ein Berliner beim Verein „AMIFORT“ meldete, der als 19-Jähriger dem deutschen Trupp angehört hatte. Er war das jüngste Mitglied der etwa 30 Mann starken und aus meist sehr hochdekorierten Soldaten zusammengesetzten Besatzungsmannschaft gewesen, die vom Westwall gekommen war und einen schnellen Vorstoß der Alliierten nach Deutschland hatte verhindern wollen. Nach der Sprengung des Forts waren sie durch einen Notausgang geflüchtet.

## Besichtigung
Der größte Teil der Anlage ist wegen der geringen Kriegsschäden sehr gut erhalten. Die Anlage war von der französischen Armee dem Verfall preisgegeben, bis der Verein „AMIFORT“ sich seinem Erhalt verschrieb. Seit 1975 macht der Verein die Anlage der Öffentlichkeit zugänglich. Deutschsprachige Führungen finden von April bis einschließlich Oktober samstags und sonntags sowie an französischen Feiertagen um 14:30 Uhr statt. Teilweise wird die Führung auch unter der Woche bei Bedarf in Deutsch gehalten. Die Führung dauert ca. 2,5 Std., eine Besichtigung ist nur im Rahmen einer Führung möglich. Im Fort herrscht eine konstante Temperatur von 12 °C, weshalb zur Besichtigung warme Kleidung empfohlen wird.
Im Inneren wird ein kleines Militärmuseum betrieben. Während der Führung erhält man einen Einblick in das tägliche Leben der Besatzung; Großküche, Maschinenraum, Hospital sowie das Museum sind Bestandteil der Führung. Man fährt mit der Schmalspur-U-Bahn und bekommt die Funktionsweise eines Panzerdrehturms vorgeführt. Der Turm ist gewartet worden und kann gedreht, gesenkt und gehoben werden. Auch ein Aufzug ist in Betrieb.
Zahlreiche Persönlichkeiten besichtigten das Fort Hackenberg, u. a. Sultan Muhammad V. von Marokko, König Georg VI. und Winston Churchill.

## Bilder aus dem Museum

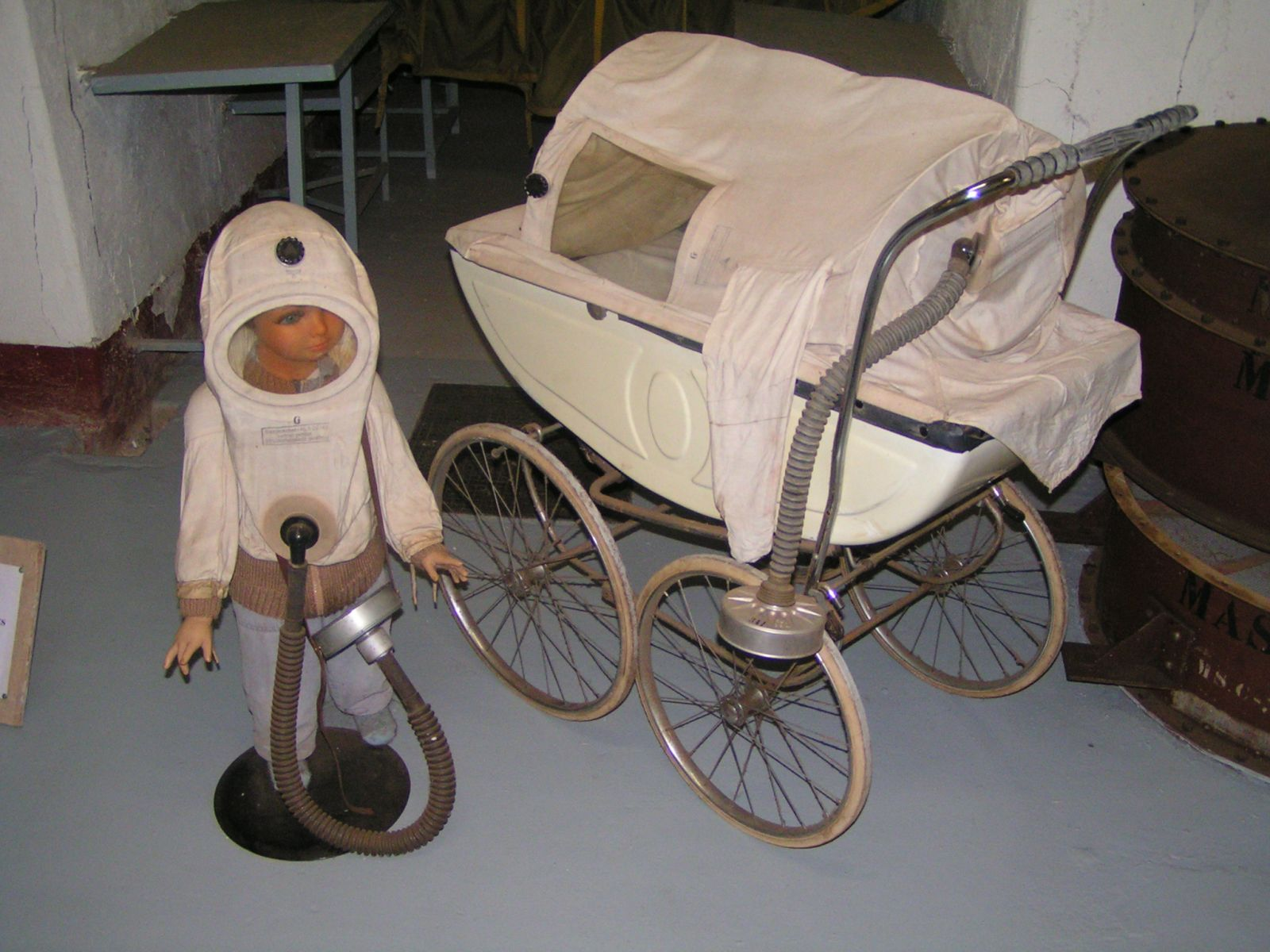
Kindergasmaske und Gasschutz für Kinderwagen
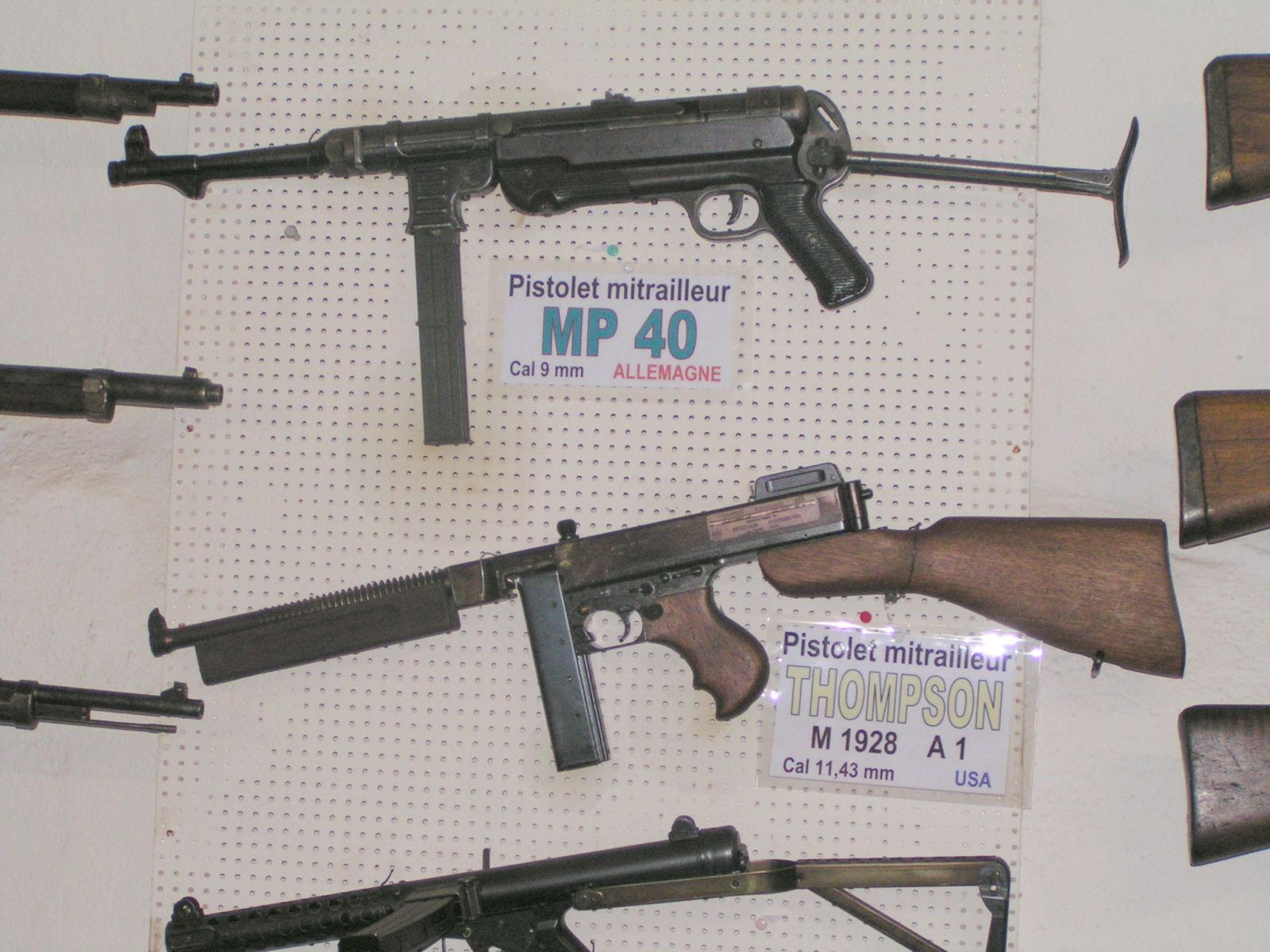
Maschinenpistolen (v. o.) MP40, Thompson M1928A1 und (anachronistisch) Sterling-Maschinenpistole
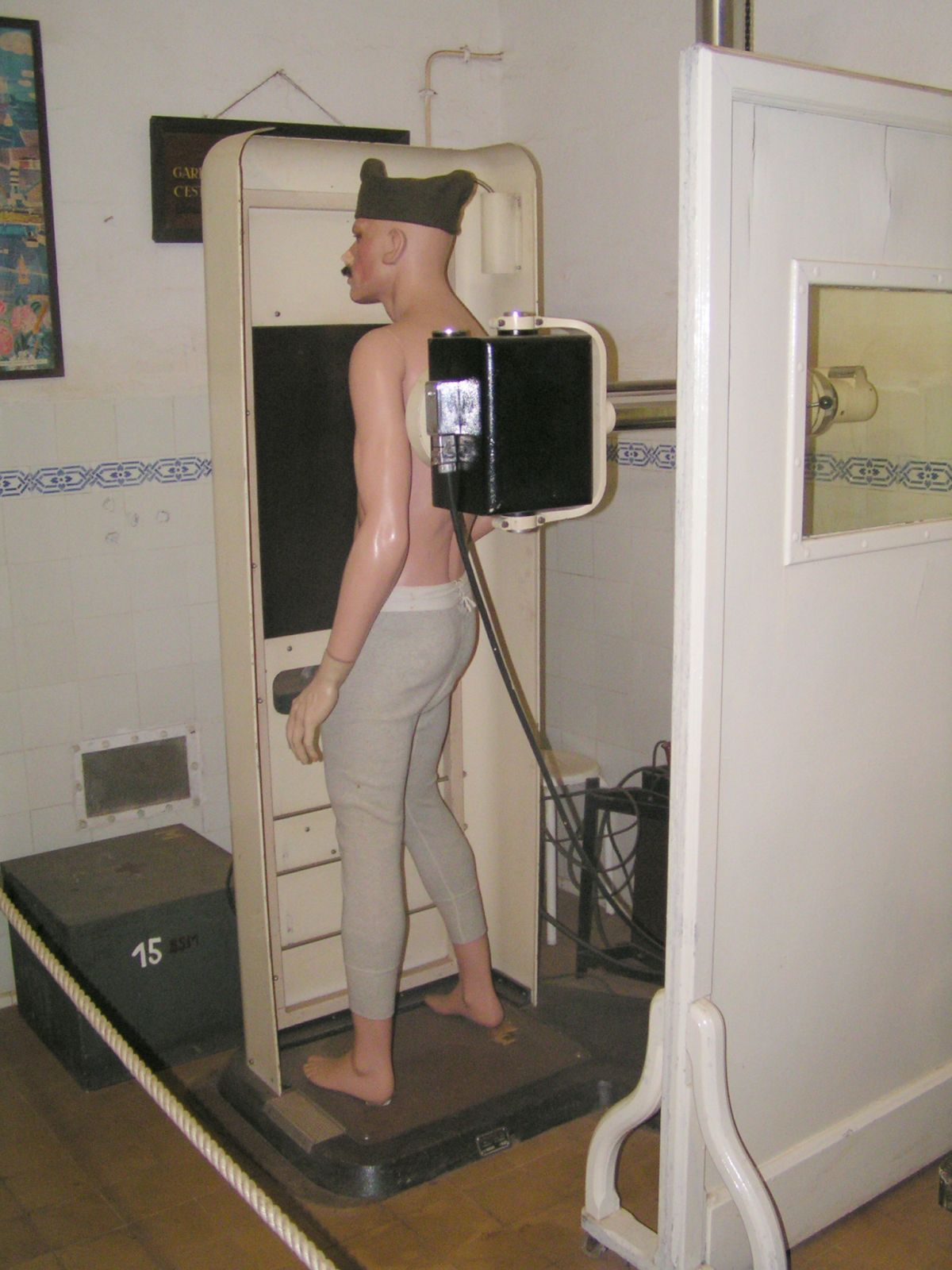
Historisches Röntgengerät
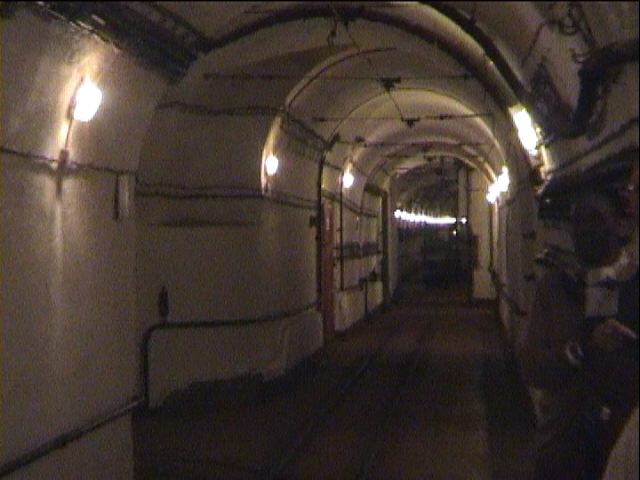
Hauptgalerie
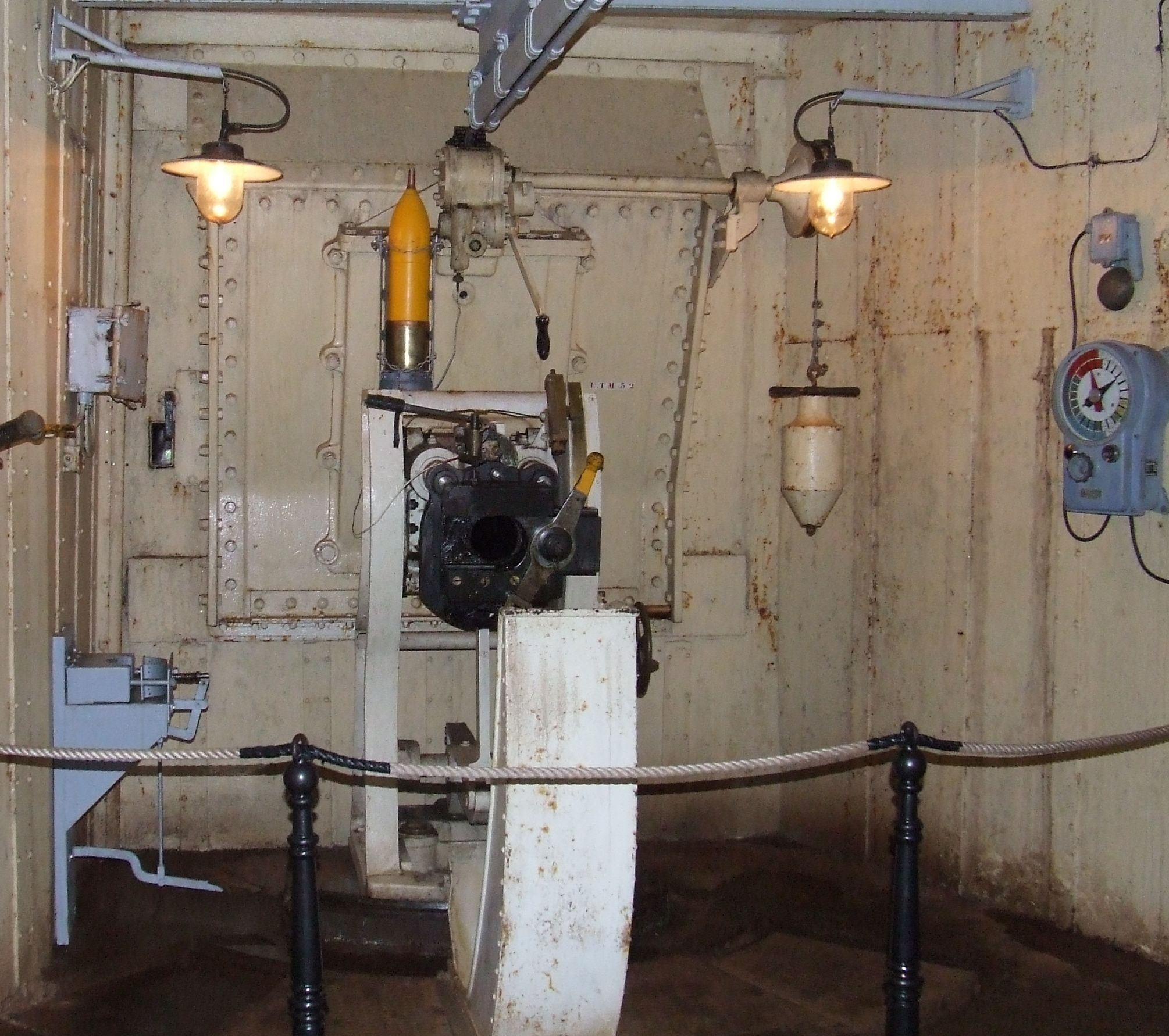
Bedienstand eines 135-mm-Geschützes
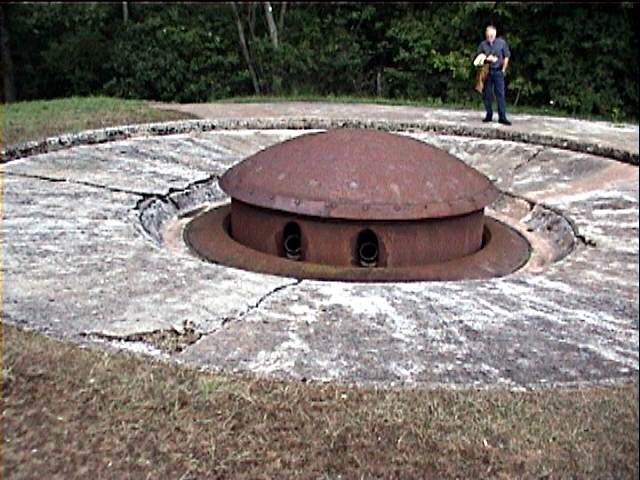
Panzerdrehturm ausgefahren in Schießposition

## Bilder aus der Anlage

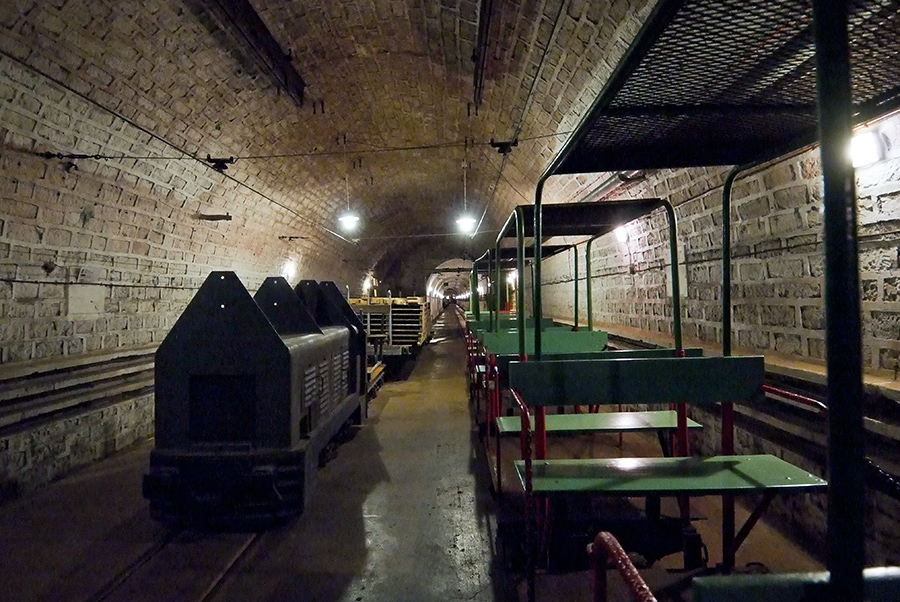
Züge der Kasemattenbahn (heute zum Transport der Besucher verwendet) (2010)
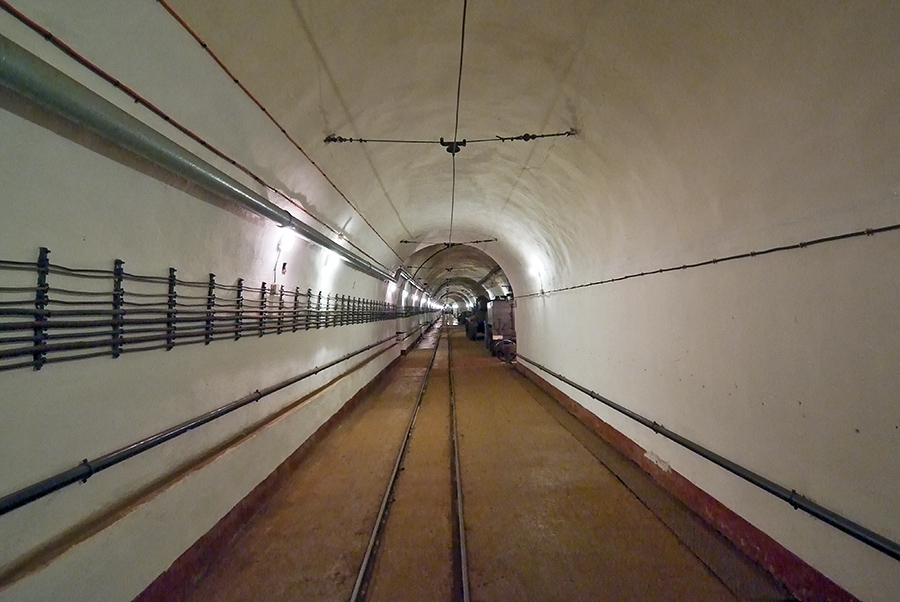
Hauptverbindungsstollen mit Bahngleisen (2010)
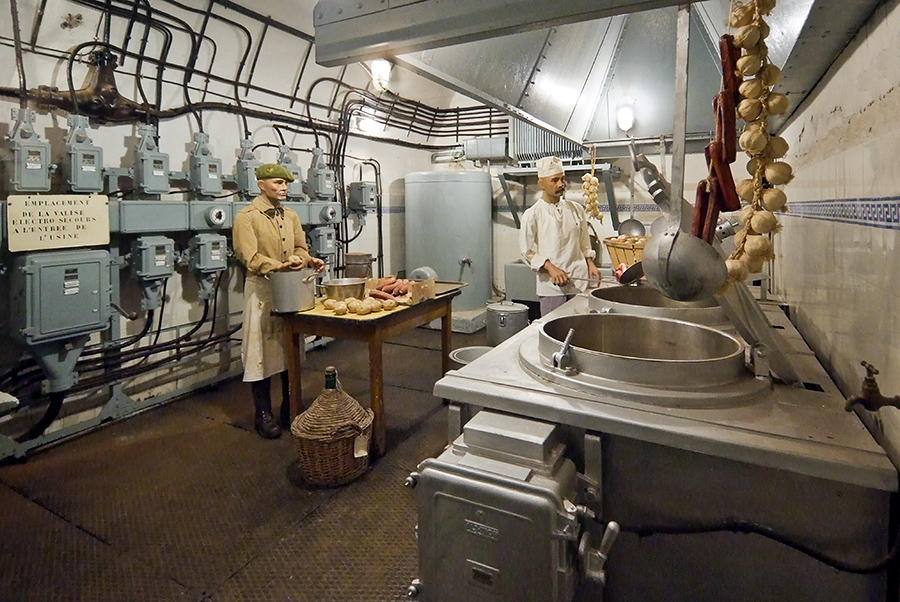
Zentrale Großküche (2010)
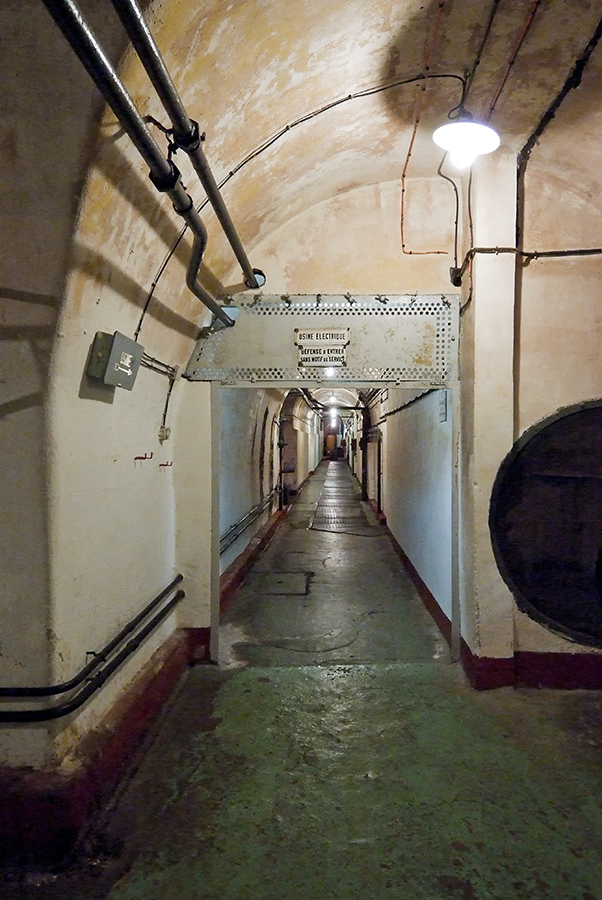
Fort Hackenberg September 2010
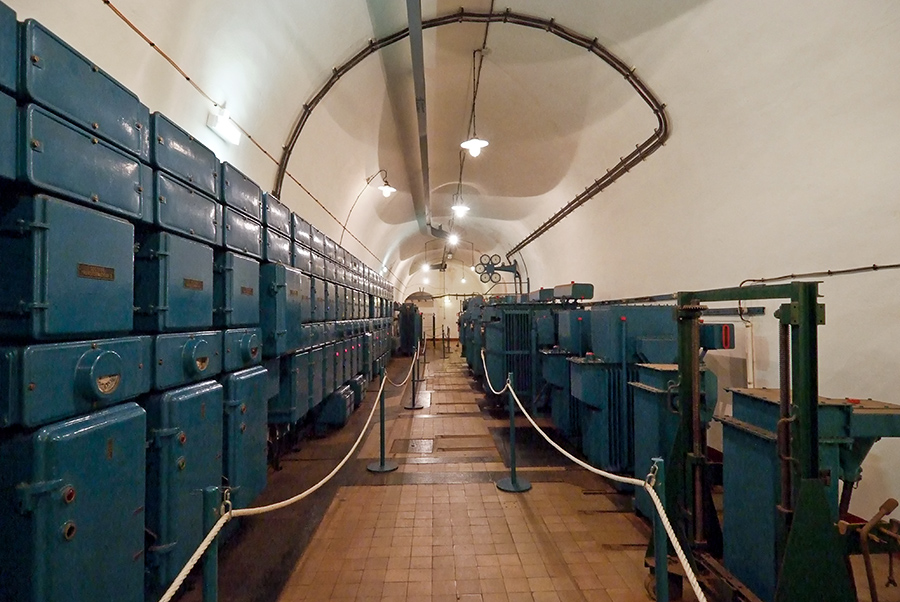
Elektrische Verteilungsanlage (2010)
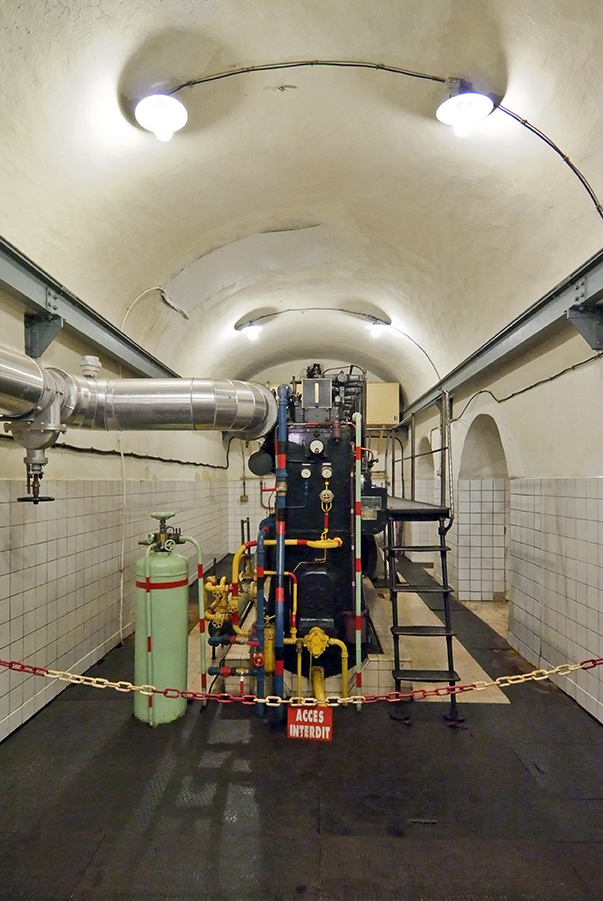
Einer der Dieselgeneratoren (2010)
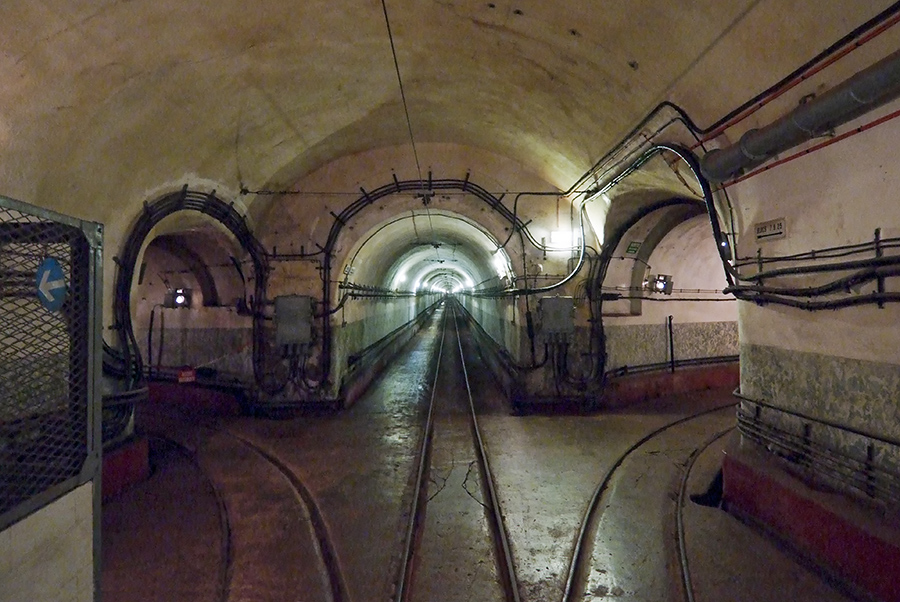
Stollenverzweigung mit Bahngleisen (2010)
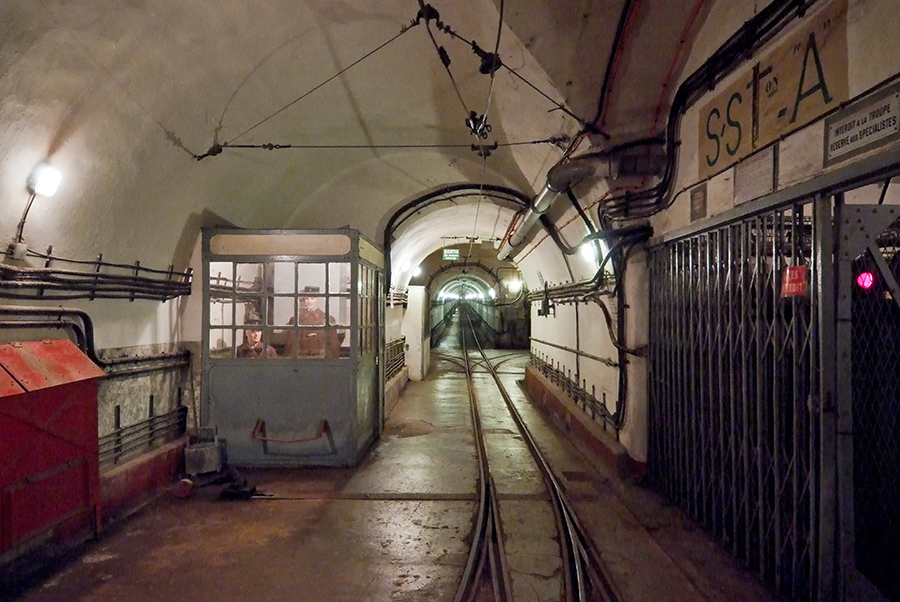
Unterirdisches Stellwerk (2010)